# Amerikanischer Flachbogen
Der amerikanische Flachbogen entstand in seiner heutigen Form aus einer Kombination aus dem europäischen Langbogen mit den kurzen und breit gehaltenen Bögen der amerikanischen Ureinwohner. 
Das breite Layout der Wurfarme gewährleistet eine geringere mechanische Anfälligkeit gegen Kompressionsrisse, Stringfollow (bleibende Verformung der Wurfarme) oder gegen Bruch. Es ermöglicht folglich gefahrlosere Verwendung von mechanisch weniger druckfesten Hölzern, z. B. Esche, Ulme, Ahorn bzw. sehr kurz gehaltene, handliche Jagdbögen aus höherwertigen Hölzern wie Eibe, Osagedorn und Hickory.
Der amerikanische Flachbogen war zwischen 1880 und 1945 sehr verbreitet, bis er von den industriell produzierten Bögen auf Fiberglas-Basis verdrängt wurde. Mit der Rückbesinnung auf traditionellere Werte seit Mitte der 1990er-Jahre hat eine regelrechte Renaissance des amerikanischen Flachbogens, besonders in den Vereinigten Staaten, stattgefunden. Aber auch unter Europas Bognern findet er aufgrund seines unkomplizierten, fehlertoleranteren Aufbaus und Robustheit immer mehr Anhänger.